# Simón Planas
Simón Planas é um município da Venezuela localizado no estado de Lara.
A capital do município é a cidade de Sarare.